# Japans slijkkreeftje
Het Japans slijkkreeftje (Monocorophium uenoi) is een vlokreeftensoort uit de familie van de Corophiidae. De wetenschappelijke naam van de soort werd in 1932 voor het eerst geldig gepubliceerd door Stephensen als Corophium uenoi.

## Verspreiding
Monocorophium uenoi is een sedentaire kokervormende vlokreeft. Het werd beschreven in Japan en zijn oorspronkelijke verspreidingsgebied strekt zich uit tot ver naar het zuiden als Hongkong. Het werd geïntroduceerd aan de Pacifische kust van Noord-Amerika (van Noord-Californië tot Bahía San Quintín, Mexico), Chili en Nederland. Het wordt gevonden in ondiepe mariene en estuariene zachte substraten en aangroeigemeenschappen waar het kokers bouwt die zijn bevestigd aan harde oppervlakken en algen. Het kan ook U-vormige holen in modder vormen. Mogelijke vectoren voor de introductie en verspreiding ervan zijn onder meer ballastwater, aangroei van de romp en de invoer van Japanse oesters (Crassostrea gigas).